# Cerebratulus aerugatus
Cerebratulus aerugatus är en djurart som tillhör fylumet slemmaskar, och som beskrevs av Heinrich Bürger 1892. Enligt Catalogue of Life ingår Cerebratulus aerugatus i släktet fläsknemertiner och familjen Cerebratulidae, men enligt Dyntaxa är tillhörigheten istället släktet fläsknemertiner, och ordningen Heteronemertea. Det är osäkert om arten förekommer i Sverige. Inga underarter finns listade i Catalogue of Life.